# Jean Michel de Vesly
Jean Michel de Vesly, connu comme Jean Michel de Coutances, né en 1535 à Savigny et mort le 29 janvier 1600, est un moine chartreux, traducteur et auteur mystique, français qui fut prieur de la Grande Chartreuse de 1594 à 1600 et donc 46e ministre général de l'ordre des Chartreux.

## Biographie
Jean-Michel de Vesly, né à Savigny près de Coutances, fils de Pierre Michel de Vesly (†1549) et de Gillette Quétil, d’où le nom qu’on lui donne depuis la fin du XIXe siècle, mais qu’il ne porta jamais. 
Il fait profession à la chartreuse de Paris, le 17 avril 1571, il devient prieur de la chartreuse du Liget où il est chargé de rédiger l'Ordinaire cartusien.
Il est prieur de Paris, en 1576 et visiteur de la province cartusienne de France-sur-Loire.
Après avoir participé au projet d'Henri III, il devient un ligueur convaincu en 1588-1589
Assistant du général Dom Marchant en 1593, il est élu prieur de la Grande Chartreuse et général de l’Ordre en 1594. Il se distingue par sa dévotion au Sacré Cœur. Il poursuit les travaux de reconstruction du monastère de la Grande Chartreuse et ajoute la dernier partie du grand cloître en 1595 afin de recevoir plus de novices.
Il meurt en charge le 29 janvier 1600.

## Écrits
- (la) Liber exercitiorum spiritualium triplicis viæ (Exercices de vie spirituelle), Lyon, 1598, 766 p. (Autre éd. : Cologne, 1599 et 1603, 730 p. Trad. française par Morice, Jacques, Lyon, 1598) (OCLC 644851693).

- (la) Psalterium decachordum in quo traditur methodus utilissima ad stabiliendam sub psalmodia et oratione vocali attentionem (Méthode utile pour soutenir l'attention lors de l'office des chants et des prières vocales), Lyon, 1598, 403 p. (Autre éd. : Cologne, Gemnitz, 1600, 397 p. Trad. italienne, Ferrare, 1652), [lire en ligne], Psalterium decachordum sur Google Livres.

- (la) Enchiridion seu manuale quotidianum exercitiorum spiritualium, Lyon, Buysson, 1599, in12, 742 p. (Autre éd. : Cologne, Gemnitz, 1600, in-12, 717 p.), [lire en ligne], Enchiridion seu Manuale quotidianorum exercitiorum spiritualium sur Google Livres.

- (en) Carthusian Spiritual Exercices for the Purgative, Illuminative and Unitive Ways, Londres, Burns et Oates, 1912. (Trad. par Kenelm Digby Best).

- (en) Devotions for Holy Communion: From the Manual of Rev. Dom J. Michael of Coutances, Forty-fifth General of the Carthusian Order : with Some Morning & Night Prayers sur Google Livres, R. & T. Washbourne, 1913, 96p.